# Anwar Mesbah
Mohamed Ahmed "Anwar" Mesbah (arabiska: محمد أحمد "أنور" مصباح), född 8 april 1913 i Alexandria, död 25 november 1998, var en egyptisk tyngdlyftare som tog OS-guld i lättvikt (67,5 kg) vid olympiska sommarspelen 1936 i Berlin.
Mesbah föddes i Moharam Bek kvarteren i Alexandria. Han var egyptisk mästare i tyngdlyftning på 1930-talet och tävlade för klubben Shbab Alexandria. Hans framgångar gav honom en resa till olympiska sommarspelen 1936, där han vann en guldmedalj i lättviktsklassen genom att lyfta en totalvikt på 342,5 kg, ett nytt olympiskt rekord. Han delade förstaplatsen med österrikaren Robert Fein som hade samma totalvikt, regeln om att ge medaljen till den tävlande med lägst kroppsvikt infördes inte förrän olympiska sommarspelen 1948. Egyptisk radio glömde dock bort att tillkännage hans namn bland medaljörerna från Berlin och han var tvungen att bära runt sin medalj under många år för att bevisa för andra, även den egna familjen, att han hade vunnit en OS-medalj. Mesbah var idrottslärare till yrket, han slutade med tyngdlyftning 1945 och påbörjade en karriär som tränare och friidrottsexpert.